# Ingram’s Muscat
Ingram’s Muscat ist eine Rebsorte und kommt aus England. 

## Abstammung
Der Ingram’s Muscat ist vermutlich eine Kreuzung aus noch unbekannten Sorten. Züchter war Thomas Ingram († 1872), dieser war als Gärtner von Königin Victoria in Frogmore tätig.
Die Rebsorte wurde später zur Züchtung der Rebsorten Muskat-Ottonel und Regner verwendet.
Sie ist schwarzbeerig, aber nicht färbend. Somit können aus dieser Traube, ähnlich wie beim Grauen Burgunder, nur Weißweine gewonnen werden.

## Ampelographische Sortenmerkmale
- Die Triebspitze ist offen. Sie ist spinnwebig bis leicht wollig behaart und von grünlicher Farbe. Die grünen Jungblätter sind auf der Blattunterseite nur wenig behaart.
- Die kleinen Blätter sind fünflappig und tief gebuchtet. Die Stielbucht ist lyraförmig offen. Das Blatt ist spitz gezahnt.
- Die walzenförmige Traube ist klein bis mittelgroß, manchmal einseitig geflügelt und dichtbeerig. Die rundlichen Beeren sind mittelgroß und von tiefdunkler blauer Farbe, sind allerdings nicht färbend. Die Beeren verfügen im Geschmack über eine leichte Muskatnote.

Reif: ca. 5 bis 6  Tage nach dem Gutedel und gilt somit im internationalen Vergleich als früh reifend.

## Eigenschaften
Die Sorte ist anfällig gegen den Echten Mehltau, den Falschen Mehltau und die Grauschimmelfäule. Da die Sorte zu starkem Verrieseln neigt, sind die Erträge stark schwankend und unsicher.

## Synonyme
Caillaba, Ingram’s Hardy, Ingram’s Hardy Prolific Muscat, Ingrams, Kaders Weinberg Nr. 30, Muscat Caillaba, Muscat d’Eisenstadt, Muscat Gros Noir Hatif, Muscat Ingram, Muscat Ingram Prolific, Muscat Ingram’s, Muscat Ingranis, Muscat Rustique Prolifique De Ingram, Muskateller Schwarzblau, Prolific Muscat.